# Актайлак (Павлодарская область)
Актайлак (каз. Ақтайлақ, 2006 года — Никаноровка) — упразднённое село в Иртышском районе Павлодарской области Казахстана. Входило в состав Узунсуского сельского округа. Код КАТО — 554673400. Ликвидировано в 2015 году.

## Население
В 1999 году население села составляло 157 человек (86 мужчин и 71 женщина). По данным переписи 2009 года, в селе проживало 19 человек (12 мужчин и 7 женщин).